# Taenionema californicum
Taenionema californicum är en bäcksländeart som först beskrevs av James George Needham och Peter Walter Claassen 1925.  Taenionema californicum ingår i släktet Taenionema och familjen vingbandbäcksländor. Inga underarter finns listade i Catalogue of Life.